# Black Storm
Pour plus de détails, voir Fiche technique et Distribution.
Black Storm ou Dans la tempête au Québec
(Into the Storm) est un film catastrophe américain réalisé par Steven Quale, sorti en 2014. Ce film raconte l'histoire d'une petite ville nommée Silverton dans l'Oklahoma, détruite en une journée par une série d'orages violents et dont les habitants essaient de survivre à la plus grosse tornade jamais observée.

## Synopsis
Aux États-Unis, dans la ville fictive de Silverton dans l'Oklahoma, quatre amis font une petite virée en voiture en pleine nuit. Tout d'un coup, un violent orage éclate et ils assistent « en direct » au développement d'un entonnoir nuageux. L'un d'entre eux sort de la voiture pour filmer l'événement avec son téléphone, alors que les autres lui hurlent de rentrer immédiatement à l'intérieur. Quand l'entonnoir atteint finalement le sol pour former une tornade dans un grondement épouvantable, il tue les quatre amis d'un seul coup.
Plusieurs jours plus tard, une équipe de quatre chasseurs de tornades (dont une météorologue) est à l'affût de leur prochaine cible. Pete, le chef du groupe, est terriblement déçu d'avoir manqué la précédente tornade ayant tué les quatre amis au début du film. La météorologue du groupe, Allison Stone, est séparée de sa fille de cinq ans depuis trois mois à cause de son travail. Elle lui promet via webcam qu'elle rentrera très bientôt, bien qu'elle n'en soit même pas sûre elle-même. Pete insiste encore une fois pour qu'ils aillent du côté de Riverside, car c'est là que tous les autres chasseurs de tornade se dirigent. Mais pour Allison, c'est sur Silverton qu'ils auront le meilleur potentiel de développement tornadique. Pete demande son avis à Daryl, un des cadreurs, qui se fie à l'expertise de la météorologue et Pete, finit par céder.
Pendant ce temps chez la famille Morris, le père, Gary, veuf depuis la disparition de sa femme, confie à son fils aîné Donnie le soin de filmer la cérémonie de remise des diplômes à l'école secondaire où ce dernier est inscrit, tout comme son frère Trey. Gary, le directeur adjoint, n'a quasiment que la cérémonie en tête ce jour-là et demande également à Donnie de faire une « capsule temporelle », c'est-à-dire filmer le maximum de personnes (dont eux-mêmes évidemment) parlant à celui qu'ils penseront être dans 25 ans.
Ailleurs dans la ville, deux amis, Donk et Reevis, essaient d'avoir le maximum de visionnages sur YouTube en filmant leurs cascades complètement déjantées. Donk est le cascadeur et Reevis le cinéaste. Avec son quad, Donk doit passer au-dessus d'une piscine remplie d'eau dans laquelle Reevis ajoute de l'essence qu'il enflamme. Finalement, Donk atterrit en plein dans la piscine qui explose sous le poids du quad. Lui et ses amis éclatent de rire et pensent au million de visionnages qu'ils vont sûrement aisément atteindre. La mère de Donk arrive en colère après ce qu'il a fait à la piscine. Donk est étonné de la voir car il la pensait au travail. Le "Titus", camionnette blindée de Pete, passe alors devant chez eux. Donk et Reevis décident de les suivre car ils ont entendu la foudre d'un nouvel orage qui se rapprochait.
Au lycée, Trey, prêt à filmer avec sa caméra en main, aperçoit un peu plus loin la jolie Kaitlyn Johnston, dont son frère est amoureux. Il le pousse alors à aller lui parler et une fois à l'intérieur de l'école, à la bibliothèque, Trey les filme à leur insu pendant qu'ils discutent. Kaitlyn devait faire un documentaire vidéo pour décrocher un stage, mais son ordinateur a planté et tous ses fichiers ont disparu. Donnie propose alors de l'aider et Kaitlyn lui en est extrêmement reconnaissante. Ils se donnent donc rendez-vous plus tard à l'ancienne usine de papier maintenant désaffectée. Donnie aperçoit alors son frère avec la caméra et s'énerve contre lui. Il lui laisse donc le soin de filmer la cérémonie, ce que Trey accepte à contrecœur.
La « Titus Team » (les chasseurs de tornades) arrive à leur hôtel à Silverton, où ils sont dépités car le mauvais temps annoncé sur la ville n'était en fait qu'un léger orage. Pete en veut à mort à Allison et décide cette fois de bien partir pour Riverside. Soudain, une pluie torrentielle et des  grêlons, plus gros que des balles de baseball, s'abattent sur l'ensemble de la ville, ce qui annonce possiblement une tornade. L'équipe quitte l'hôtel et monte en voiture pour suivre l'orage. Ils traversent les champs, là où Donk et Reevis arrivent au même moment. Tout le monde voit la tornade s'approcher de plus en plus et Pete oblige Jacob, un autre cadreur peureux, à filmer immédiatement, pendant que Donk et Reevis essayent d'avoir leur prochaine vidéo. La tornade grossit de plus en plus mais change finalement de direction et, selon l'ordinateur d'Allison, se dirige droit vers le lycée. Le directeur est justement en train de faire son discours de félicitations aux diplômés quand une pluie démente commence à tomber de plus en plus fort. L'alarme retentit, décrétant l'état d'urgence. Tout le monde file directement à l'intérieur du lycée. Gary demande à Trey où est passé son frère. Trey, toujours caméra à la main, lui ment en disant qu'il ne sait pas. Les rafales de vent sont de plus en plus fortes, puis la tornade frappe l'école. Elle envoie violemment un arbre traverser la porte du lycée et Trey manque de se faire toucher. Gary ordonne à son fils de revenir immédiatement et ordonne à tout le monde de se coucher en gardant la tête baissée. La tornade parvient quand même à balayer au passage plusieurs élèves.
Pendant ce temps, Donnie et Kaitlyn sont toujours dans l'usine à papiers, sans se douter de la catastrophe qui se rapproche d'eux, jusqu'à ce que Gary appelle son fils pour lui demander où il est. Donnie lui répond juste avant que la communication ne se coupe. Kaitlyn commence à entendre des bruits inquiétants. La tornade surgit brutalement et arrache le toit du bâtiment, avant que celui-ci tout entier ne s'effondre. Donnie et Kaitlyn se retrouvent alors coincés sous d'énormes débris. Gary part alors à la recherche de Donnie et Kaitlyn avec l'aide de Trey. Ils accompagnent les chasseurs de tornade.
Par la suite, dans la ville, plusieurs tornades se succèdent. Arrachant les pylônes, un incendie se déclare. Une des quatre tornades actives, fonce droit sur le feu et un tourbillon de feu naît. Obligé par Pete de filmer, Jacob s'approche du phénomène étrange et se fait tuer, emporté par les vents et les flammes. Réfugiés dans l'église voisine, les survivants attendent que la tempête cesse. Finalement, Pete regrette la mort violente de Jacob.
Finalement, Donnie et Kaitlyn, blessés mais en vie, sont libérés. Mais voilà qu'une tornade d'une ampleur gargantuesque, menace la région. Pour Pete, c'est l'occasion à ne pas manquer. Cette tornade est si violente que le lycée est complètement détruit. Abrités de façon précaire, les lycéens sont dans une canal d'évacuation d'eaux pluviales, au milieu d'un chantier, lorsque la grille cède. Pete essaie de bloquer l'évacuation en garant "Titus" devant mais le véhicule ne parvient pas à rester immobile. Les vents l'emportent et Pete se sacrifie. Il meurt en ayant vu pour la première et dernière fois ce qu'il voulait voir depuis son enfance : l'œil de la tornade.

## Fiche technique
- Titre original : Into the Storm
- Titre provisoire : Black Sky[2]
- Titre français : Black Storm
- Titre québécois : Dans la tempête[1]
- Réalisation : Steven Quale
- Scénario : John Swetnam
- Direction artistique : David Sandefur
- Décors : Kirsten Oglesby et Marco Rubeo
- Costumes : Kimberly Adams-Galligan
- Photographie : Brian Pearson
- Montage : Eric A. Sears
- Musique : Brian Tyler
- Production : Todd Garner
- Société de production : New Line Cinema et Village Roadshow Pictures
- Société de distribution : Warner Bros. Pictures
- Pays d'origine :  États-Unis
- Langue originale : anglais
- Format : couleur - SDDS, Datasat, Dolby Digital - 35 mm
- Genre : catastrophe
- Durée : 89 minutes
- Dates de sortie :
  - États-Unis, Québec[1] : 8 août 2014
  - France : 13 août 2014[3]
  - Belgique : 20 août 2014

## Distribution
- Richard Armitage (VF : Xavier Fagnon ; VQ : Frédérik Zacharek) : Gary Morris
- Sarah Wayne Callies (VF : Gaëlle Savary ; VQ : Catherine Proulx-Lemay) : Allison Stone
- Matt Walsh (VF : Jean-Pascal Quilichini ; VQ : Stéphane Brulotte) : Pete
- Max Deacon (VF : Nathanel Alimi ; VQ : Sébastien Reding) : Donnie
- Nathan Kress (VQ : Nicolas Bacon) : Trey
- Alycia Debnam-Carey (VF : Olivia Luccioni ; VQ : Marilou Morin) : Kaitlyn
- Arlen Escarpeta (VF : Jean-Baptiste Anoumon ; VQ : Hugolin Chevrette-Landesque) : Daryl
- Jeremy Sumpter (VF : Brice Ournac ; VQ : Gabriel Lessard) : Jacob
- Lee Whittaker (VF : Éric Marchal) : Lucas
- Kyle Davis (VQ : François Godin) : Donk
- Jon Reep (VF : Jérôme Pauwels ; VQ : Louis-Philippe Dandenault) : Reevis
- Scott Lawrence (en) (VQ : Marc-André Bélanger) : le principal Thomas Walker
- David Drumm : Chester
- Brandon Ruiter (VF : Jérémy Bardeau) : Todd White

 Source et légende : version française (VF) sur RS Doublage et version québécoise (VQ) sur Doublage.qc.ca

## Tournage
Le tournage du film  s'est déroulé en juillet 2012 à Détroit dans le Michigan.
Des caméras d'action sont utilisées pour certaines séquences du film.

## Accueil
Le 24 mars 2014, des photos du film ont été révélées, suivies d'une bande-annonce.